# Stef Vervoort
Stef Vervoort (Lier, 20 februari 1995) is een Belgisch voetballer die als middenvelder speelt. Hij staat onder contract bij KVC Westerlo.

## Clubcarrière
Vervoort speelt sinds zijn zesde bij KVC Westerlo. Op 26 juli 2014 debuteerde hij voor Westerlo op de eerste speeldag van het seizoen 2014-15 in de Jupiler Pro League in de gewonnen thuiswedstrijd van KSC Lokeren.

## Clubstatistieken
| Seizoen | Club         | Land   | Competitie         | Weds | Goals |
| ------- | ------------ | ------ | ------------------ | ---- | ----- |
| 2014/15 | KVC Westerlo | België | Jupiler Pro League | 1    | 0     |
| Totaal  |              |        |                    | 1    | 0     |

1 Bolat ·
2 Ortakaya ·
3 Haidara ·
4 Fixelles ·
5 Bos ·
7 Sayyadmanesh ·
9 Frigan ·
10 Devine ·
11 Gümüşkaya ·
13 Sakamoto ·
15 Sydorchuk ·
17 Smekens ·
18 Yow ·
19 Slimani ·
20 Gillekens ·
22 Reynolds ·
23 Seigers ·
25 Rommens ·
30 Van Langendonck ·
32 Jordanov ·
33 Neustädter ·
34 Haspolat ·
36 Youlley ·
39 Van den Keybus ·
40 Bayram ·
44 Vušković ·
46 Piedfort ·
47 Mebude ·
49 Placias ·
60 De Boeck ·
77 Alcócer ·
99 Jungdal ·
Coach: Simons